# Putruwiel (Utrecht)
Putruwiel was een middeleeuws stadskasteel (versterkt stenen huis) in het huidige centrum van de Nederlandse stad Utrecht. Gedurende de eeuwen is het pand aan de Oudegracht ingrijpend verbouwd.
Huis Putruwiel behoorde tot een van de eerste stenen huizen in deze stad. De aanleg wordt gedateerd tussen 1175 en 1350. De locatie was bij de oude handelswijk Stathe. De huisnaam is ontstaan door het middeleeuwse echtpaar Jacob van Putte en Oedele van Ruwiel.
Hoewel de stad Utrecht nauwelijks meedeed in de Hanze was er halverwege de 15e eeuw in Putruwiel enkele jaren een Hanzekantoor gevestigd. In de loop der tijd is het huis meermaals verbouwd, onder meer de voorgevel heeft verschillende gedaantewijzigingen ondergaan. Zo werd daarin Putruwiel voorzien van een schijngevel die 2 verdiepingshoogten was doorgezet.
Een aantal oude constructiedelen is vandaag de dag nog bewaard gebleven. Putruwiel is onderkelderd en er is een werfkelder aanwezig.
Blankenburg · 
Blijdenstein · 
Clarenburg · 
Compostel · 
Den Ouden Puth · 
Drakenburg ·
Fresenburch · 
Groenewoude ·
Huis Pallaes ·
Keyserrijk ·
Kranestein · 
Lichtenberg ·
Leeuwenberg · 
Lombardenhuis of Het Keijserswapen ·
Oudaen · 
Payenborg · 
Proeysenburch ·  
Putruwiel · 
Rodenburg · 
Schaffenburg · 
Ten Hert of Het Hertenhuis · 
Ten Putten ·
Valckenstein of De Zon